# 東京メトロ都市開発
東京メトロ都市開発株式会社（とうきょうメトロとしかいはつ）は、東京都新宿区に本社を置く、東京地下鉄（東京メトロ）グループの不動産デベロッパーである。
2018年3月までの旧社名は、株式会社地下鉄ビルデイング。

## 歴史
1944年3月、帝都高速度交通営団（2004年に民営化し、東京地下鉄株式会社となる。以下、民営化前については営団と略記する。）は、東京都が新宿駅西口で区画整理を行った際に将来の丸ノ内線建設用地として約1,000坪の土地を買い付けた。ところが、戦後混乱期に闇市が出現し、不法占拠された。1948年頃より占拠者に対し再三明け渡しを要求したが解決に至らず、1957年6月に東京地方裁判所に対し土地明け渡しの訴訟を起こす。1959年1月に営団が勝訴したが、相手側はこれを不服として東京高等裁判所に控訴した。同年7月、用地3,300m2のうち858.78m2を関係者に賃貸することで解決を見た。その頃、国鉄、小田急電鉄、京王帝都電鉄と東京都の間で新宿駅西口の再開発の機運が高まり、営団もこれに参画して小田急の建設する建物と一体となるビルを建設することとした。当時の営団は新路線となる丸ノ内線や日比谷線の建設、銀座線の輸送力増強に注力しており、地下駅を併設し周囲と調和のとれたビルを建設・運営するには直営より別会社とすることが適しているとの判断に至った。1962年12月に主務大臣の認可を得て、翌1963年1月16日に発起人会、同30日に創立総会を開催。2月11日の設立登記をもって、初の営団全額出資の子会社「株式会社地下鉄ビルデイング（以下、社名については地下鉄ビル社と略記。）」が発足した。初代代表取締役社長には鈴木清秀が選任された。
新宿地下鉄ビルデイングは東京駅の鉄道会館ビルをモデルにし、株式会社鉄道会館に設計監理を委託。1968年7月、小田急電鉄より同ビルを百貨店として借用し、同電鉄が隣接地に建設するビルと意匠を揃えて一体的な機能を有するものにしてほしいとの要望があった。1964年10月1日に着工、同11月4日に地下鉄ビル社と営団、小田急電鉄、小田急百貨店の4者で「地下鉄ビルデイングに関する基本契約」が締結された。当初は地下に77台分の附置義務駐車場を設置する計画であったが、小田急電鉄が経営する公共駐車場を使用することで免除され、同電鉄に対し附置義務に相当する金額を支払うことで駐車場の問題は解決した。資金調達については、当時の金融事情から日本興業銀行の融資を受けることはできなかったが、小田急への一括賃貸により入居保証金で建設費の相当部分を充当することができ、不足分についても日本勧業銀行が入居することで、同行からの融資を受けることができた。国鉄の線路に隣接した東側と、人通りの多い西口広場に挟まれ制約の多い現場であったが、1年11か月の工期ののち、1966年8月25日に竣工した。
丸ノ内線が順次部分開通するごとに入団した若い職員は、結婚適齢期に達し、中野教習所に付置した式場で結婚式を挙げる者もいた。営団は、1969年3月の東西線全線開通と1971年7月の創立30周年を記念し、港区南青山に福利厚生施設の建設を計画。営団からの依頼を受け、用地を賃借して1969年12月27日に着工、1971年3月15日に竣工した。「青山メトロ会館」と名付けられた施設は、営団職員のみならず一般の利用にも供したが、2005年に閉館。跡地には東京地下鉄と共同で青山エムズタワーが建設され、2008年に竣工した。
1970年11月の取締役会において、渋谷駅北東側の営団宮下町倉庫跡地を賃借し、さらに隣接する郵政互助会の土地を買収してビルを建設する旨を決定した。1972年9月1日に着工したが、近隣住民から日照権などの苦情が起きた。住民側は東京地方裁判所に対し建設工事禁止の仮処分を申請したが、のちに和解が成立し、1974年3月15日完成。第一次オイルショックによる物価高騰で工費は当初計画の24億円から29億円に上昇した。
半蔵門線永田町駅建設にあたり、連絡駅となる赤坂見附駅との通路や出入口の動線を検討する中で、営団の変電所を地下に移設し、伊藤忠自動車ビルの地下を連絡通路として使用する案が持ち上がる。親会社の伊藤忠商事と折衝を行うが、伊藤忠自動車は1973年8月に移転し建物を撤去することとなった。この跡地と営団の所有地を一体として、共同ビルを建設する方向で営団と伊藤忠商事の間で折衝が進められたが、1975年にビルの建設と運営会社の設立が地下鉄ビル社に任されることとなった。1977年4月、営団により鉄道施設部分着工。次いで、1978年1月に地下鉄ビル社と伊藤忠商事により地上部の赤坂見附駅共同ビル（仮称）を着工し、1979年9月26日に完成した。ビルの運営にあたり、地下鉄ビル社32.74%、伊藤忠商事67.26%出資による「シーアイ・メトロビル株式会社」を設立。ビル名称はモニター選抜により「ベルビー赤坂」（Belle Vie = 美しい人生）と名付けられた。2006年7月1日に同ビルの運営をメトロプロパティーズに事業譲渡している。
2006年10月2日、分社型新設分割により設立された新法人「株式会社地下鉄ビルデイング」として事業開始。2018年4月1日には「東京メトロ都市開発株式会社」に社名変更した。

## 物件

### 新宿地下鉄ビルデイング
東京都新宿区西新宿1丁目1番2号、新宿駅西口に位置し、JRの線路と西口広場に挟まれた南北にやや長い2,624.66m2の敷地を持つ。建築面積は2,506.10m2、延床面積は28,249.50m2で、このうち財産区分については地下鉄ビル社18,492.40m2、営団は9,757,10m2を所有していた。設計監理は株式会社鉄道会館が担当し、清水建設により施工された。
地上8階・地下3階・塔屋3階で1階から8階は小田急百貨店、1階・2階と地下1階の各一部には第一勧業銀行西新宿支店が入居し、地下1・2階は食品を中心とした小売店や飲食店が入居するメトロ食堂街となっていた。丸ノ内線のコンコースは地下2階、同線のプラットホームは地下3階にある。南側に隣接する「新宿西口駅本屋ビル」は坂倉準三による設計で、新宿地下鉄ビルは坂倉による建築ではないものの、坂倉事務所が新宿地下鉄ビル設計者の鉄道会館の同意を得て、外装パネルを統一し西口広場に面する約300mにわたって一体感のあるデザインとした。クリスマスシーズンなどには、窓を使いドット絵のようなイルミネーションが展開された。西口・東口の双方に視認性の高い好立地であることから屋上に広告看板を設置することとなり、広告代理店の富士電工と契約。赤色光や点滅を不可とする都の屋外広告物条例に抵触せず、テナントである小田急百貨店と競合しない広告主として、横河電機および住友林業の広告掲出が決定。1992年3月に設置が完了した。新宿駅西口再開発事業のため、新宿西口駅本屋ビルとともに2022年10月より解体工事が開始した。

### 青山メトロ会館・青山エムズタワー
1969年12月27日着工、1971年3月15日竣工。鉄筋コンクリート構造地下2階・地上6階建てで、敷地面積1325.71m2、延床面積3491.52m2。結婚式場や宴会場、会議室、宿泊室を備えた。管理・運営は関連会社のメトロ給食センター（後述）に委託され、営団関係者以外も利用できた。
2005年3月13日に閉館、跡地には営団と地下鉄ビル社の共同事業で、2008年4月に地下1階・地上2階の低層棟と地下1階・地上25階の高層棟からなる青山エムズタワーが竣工した。東急リロケーションと賃貸借契約を締結し、170室のビジネスホテル「東急ステイ青山プレミア」と50室の賃貸住宅「東急ステイ青山レジデンス」、青山通り・外苑西通りに面した物販や飲食の商業テナントで構成される。

### 渋谷地下鉄ビルデイング
1972年9月1日着工、1974年3月15日竣工。渋谷駅北東側の明治通り沿いに位置し、東京メトロ副都心線・半蔵門線、東急東横線・田園都市線渋谷駅から地下通路が通じている。地上13階・地下2階・塔屋3階、敷地面積2814.84m2、延床面積24278.90m2。1・2階は飲食店などからなる「渋谷メトロプラザ」、上層階には東急建設本社などのオフィスが入居する。

### ベルビー赤坂
東京都港区赤坂3丁目の外堀通り沿いに、赤坂見附駅の駅ビルとして1978年1月20日着工、1979年9月26日に竣工した。地上9階・地下4階・塔屋1階、敷地面積1654.22m2、延床面積14226.27m2。地下には駅のプラットホームや変電所が設けられている。地上部は百貨店とするには手狭であったため、ファッションや飲食店中心のテナントとした。運営会社のシーアイ・メトロビルは1999年にベルビー・メトロに社名変更し、2000年10月1日に地下鉄ビル社が吸収合併したが、2006年7月1日にメトロプロパティーズに事業譲渡している。東日本大震災を受け、耐震補強工事のため2012年3月をもって一時閉館。2013年に、ビックカメラが1棟を借り上げて営業再開した。

### その他
東京都区部の東京地下鉄沿線を中心に、「メトロシティ」「メトロステージ」「エムプレイス」のブランドで賃貸ビルやマンション事業を運営する。

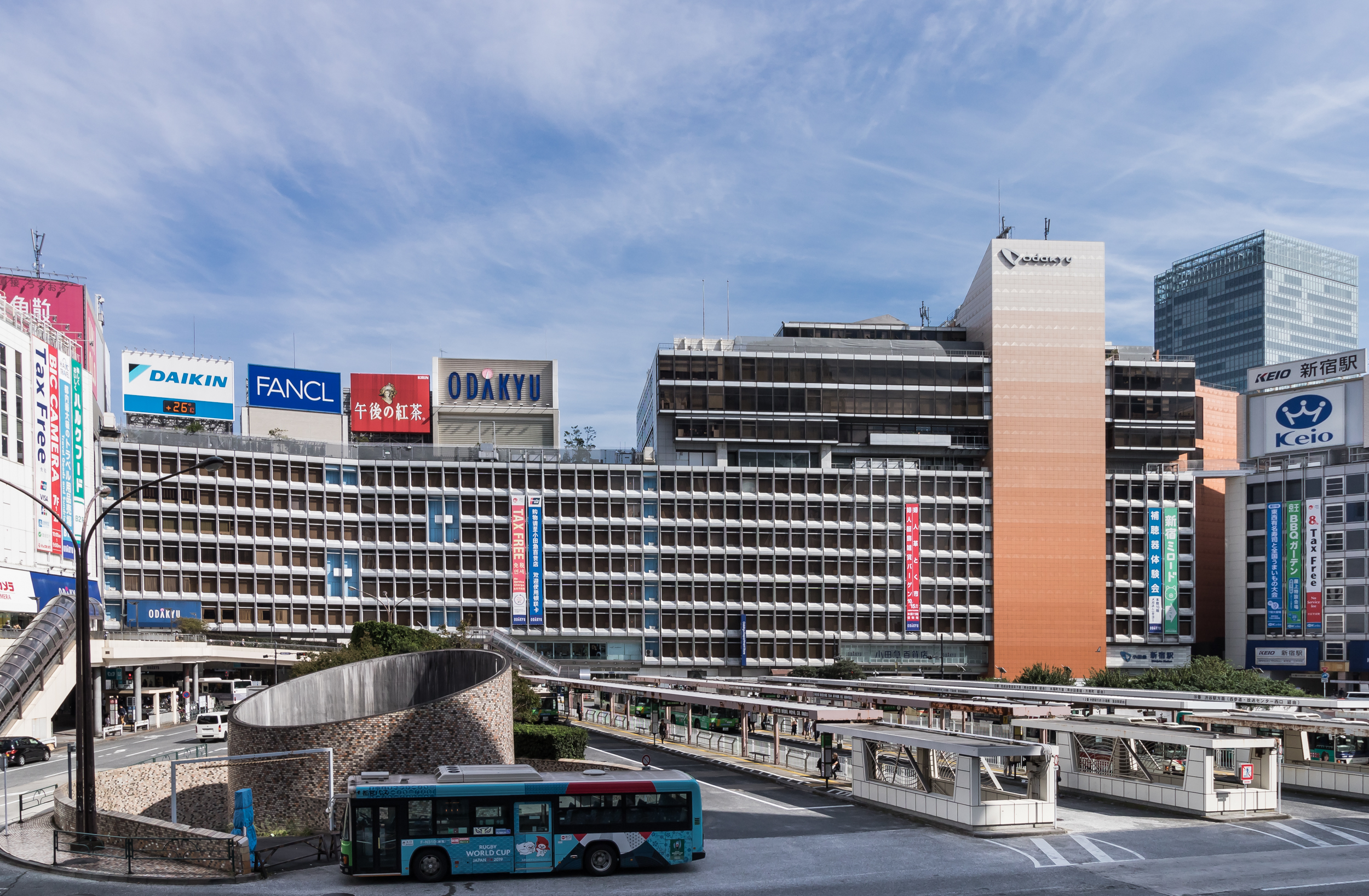
中央より左側、ODAKYUやダイキン工業の看板のある部分が「新宿地下鉄ビルデイング」。右側の、横連窓の上層階のある部分は小田急による「新宿西口駅本屋ビル」
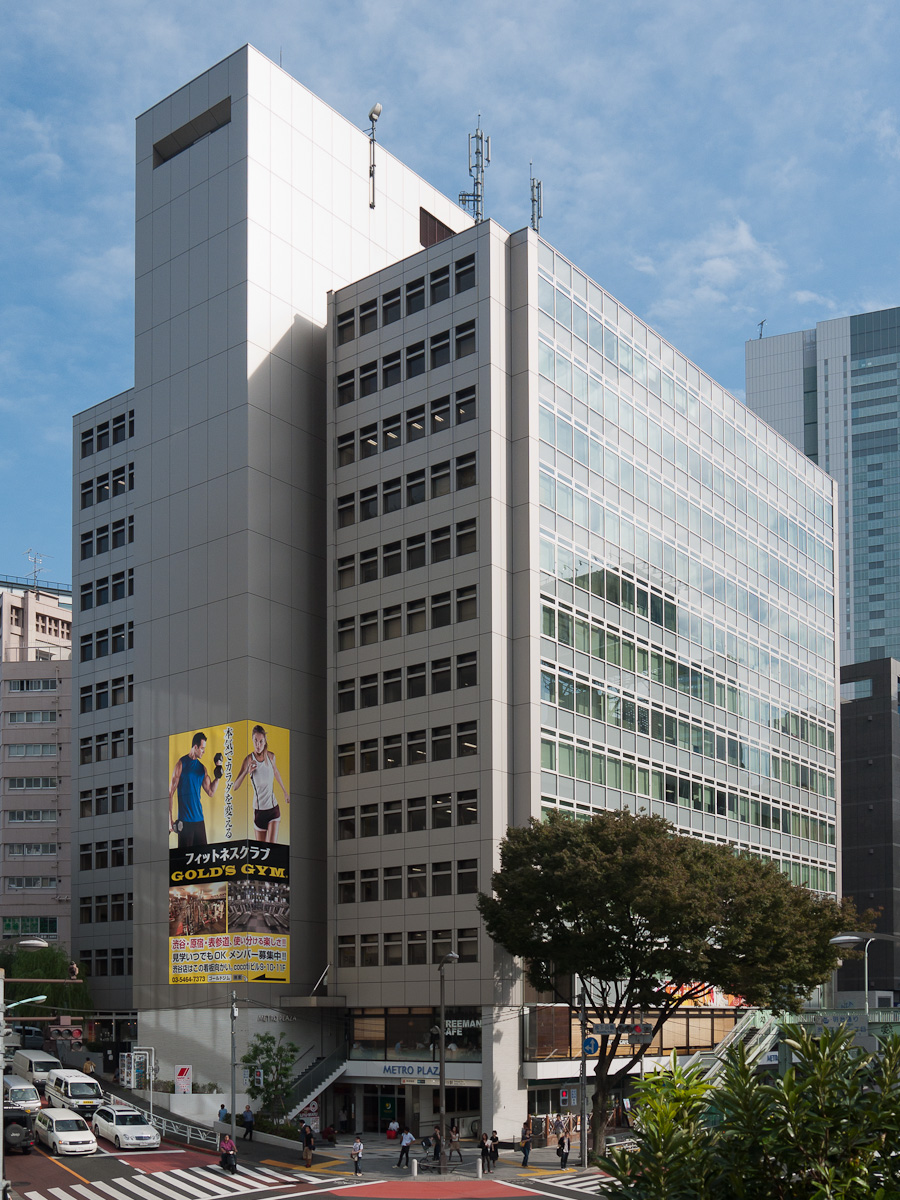
渋谷地下鉄ビルデイング
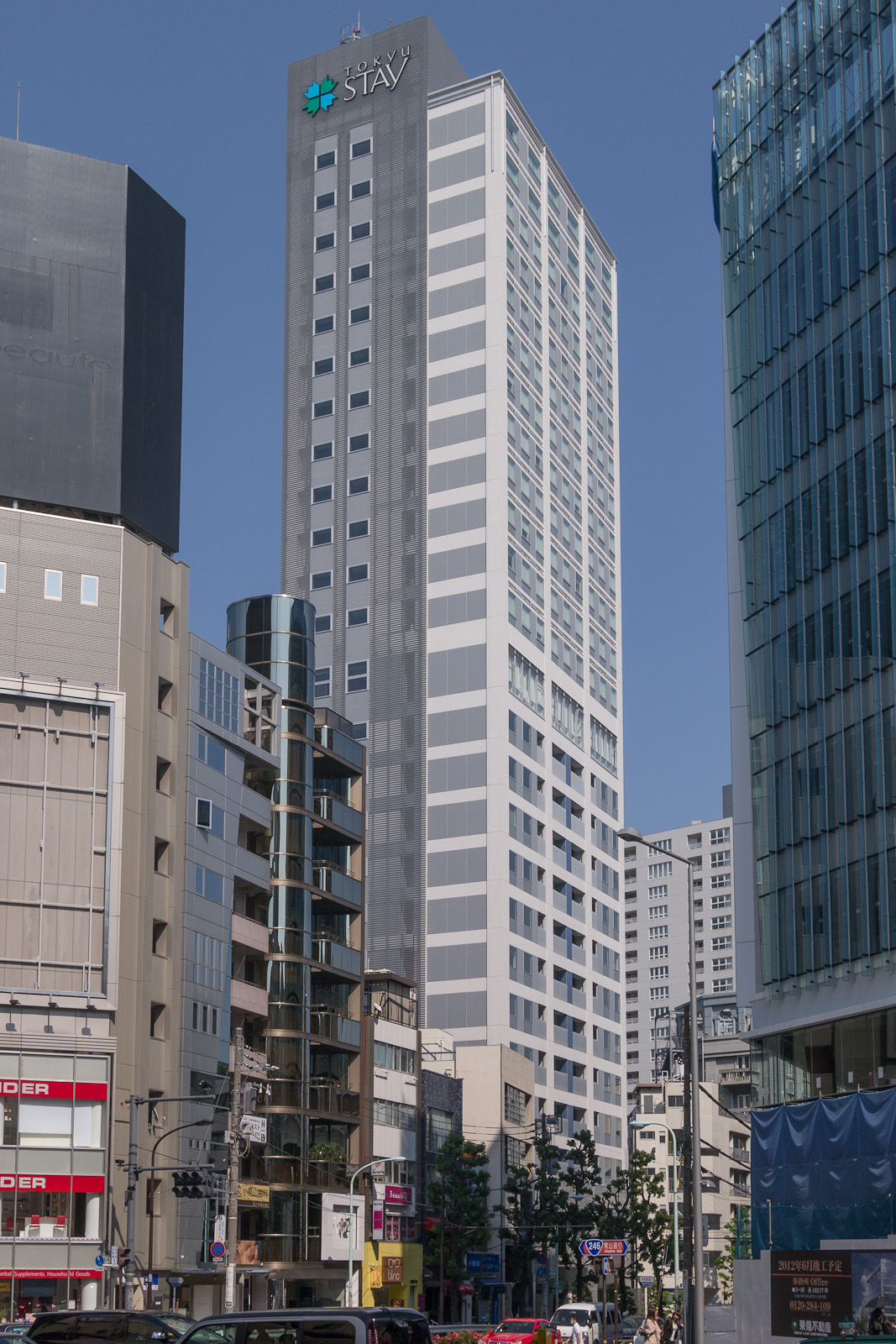
青山エムズタワー
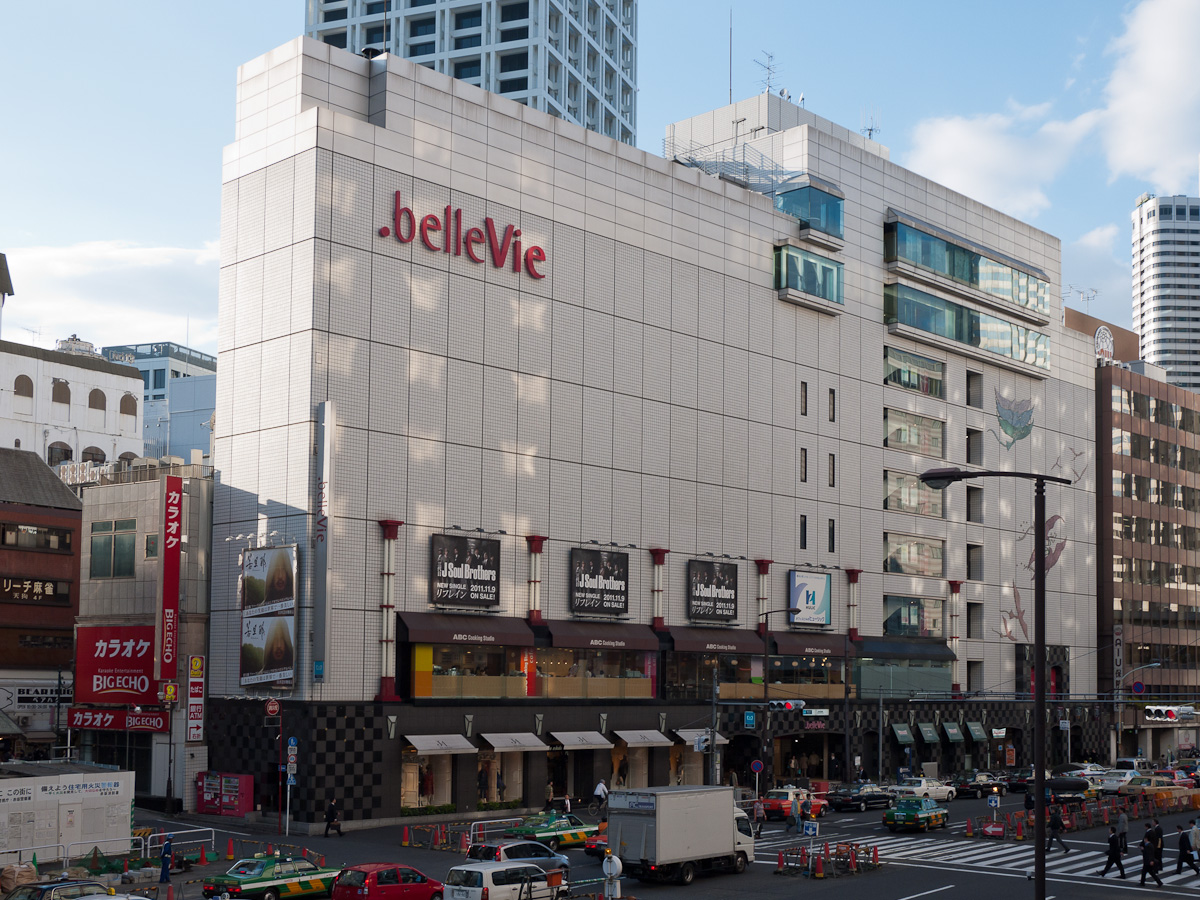
ベルビー赤坂
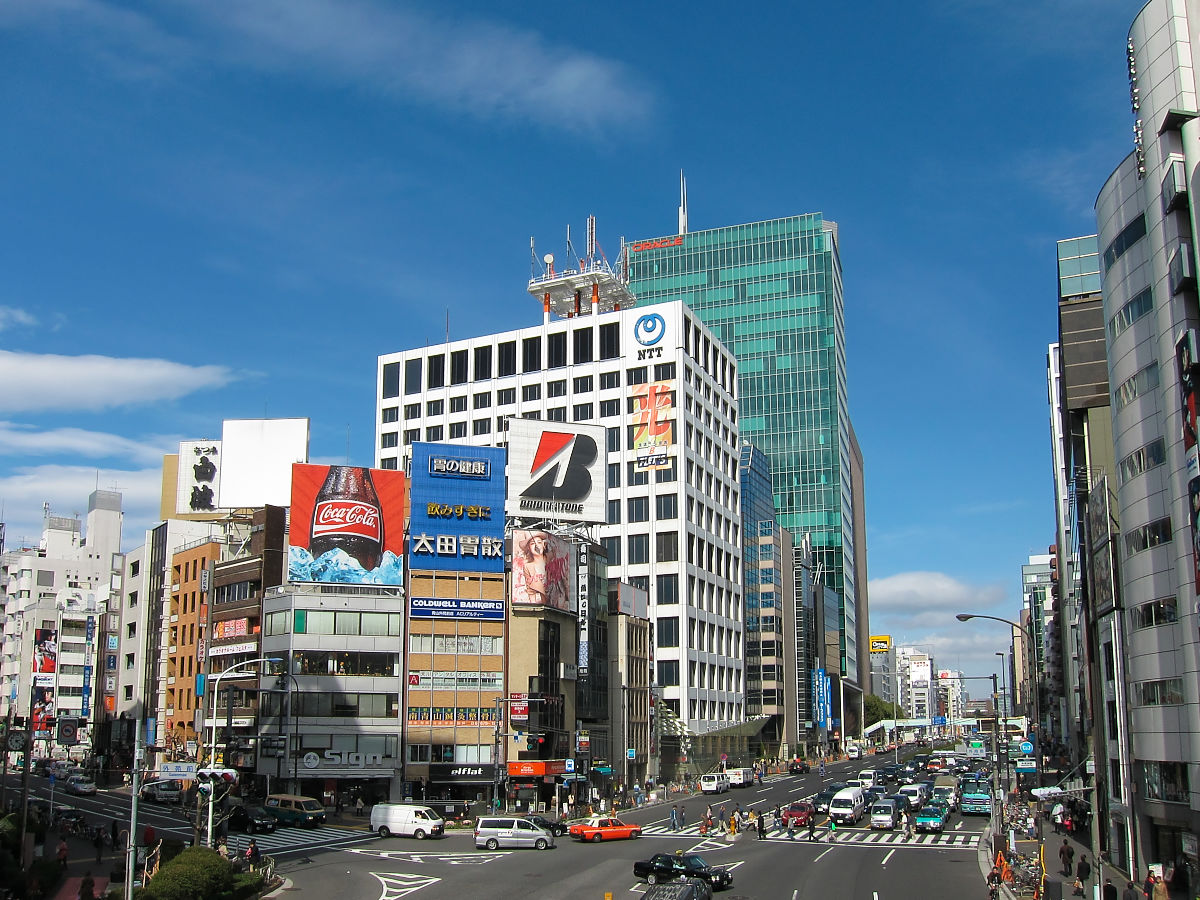
外苑前交差点の、太田胃散の青い看板が目印の第一真砂ビルと、その右隣の鈴越ビルも同社の物件である[24]。

## 関連する企業
社史で確認できる1992年7月時点で、地下鉄ビル社が出資する関連会社には下記があった。東京地下鉄新規上場時の有価証券届出書によると、2024年9月時点ではいずれも東京地下鉄の100%出資子会社である。
- メトロ開発株式会社（下記参照）
- 株式会社メトロフードサービス - 1968年9月3日、営団の職場給食事業を目的として株式会社メトロ給食センターの社名で設立。当初の資本金1700万円のうち地下鉄ビル社は500万円を出資した。1971年のメトロ会館の開館に伴い、同館の管理・運営を受託。1988年にメトロフードサービスに社名変更。1992年7月時点で、資本金2000万円のうち、地下鉄互助会1200万円、地下鉄ビル社600万円、地下鉄トラベルサービス・メトロ興業各100万円。2016年にメトロライフサポートに社名変更した。
- 株式会社地下鉄メインテナンス - 1981年4月1日設立。資本金1000万円のうち、地下鉄ビル社700万円、メトロ開発300万円。
- 株式会社地下鉄トラベルサービス - 1957年12月5日、丸ノ内線西銀座駅の地下鉄名店街の運営を目的として銀座地下鉄興業の社名で設立。1972年5月20日に地下鉄トラベルサービスに社名変更した。1972年6月11日に、当初の資本金に加え900万円を増資する際に300万円を出資した。1992年7月時点の資本金1200万円のうち、地下鉄互助会900万円、地下鉄ビル社300万円。2014年にメトロコマースに社名変更した。
- シーアイ・メトロビル株式会社 - ベルビ―赤坂の管理・運営を目的とし、伊藤忠商事3363万円、地下鉄ビル社1637万円を出資して1978年5月設立。1998年に地下鉄ビル社の持株比率を52.74%、1999年には70%に引き上げるとともに「株式会社ベルビー・メトロ」に社名変更。2000年にベルビー・メトロおよびメトロ・エム後楽園、茗荷谷駅MFビル、メトロ・エム高島平の3館を運営する株式会社メトロモールを、地下鉄ビル社が吸収合併した。このうちベルビ―赤坂、メトロ・エム後楽園、メトロ・エム高島平は2006年7月1日にメトロプロパティーズに事業譲渡している[12]。

東京地下鉄グループには、東京メトロ都市開発のほかに不動産や商業施設関連の事業を行う企業がある。下記はいずれも東京地下鉄が100%出資する子会社である。
- メトロ開発 - 東西線や千代田線の高架下の活用を目的に、1968年にメトロ高架の社名で設立され、1988年にメトロ開発株式会社に社名変更した[27]。土木・建築部門のほか、高架下の不動産賃貸やトランクルーム事業を行う。社史で確認できる1992年7月時点では、資本金3000万円で地下鉄ビル社の100%子会社であった[28]。
- メトロプロパティーズ - 2006年設立。前述のとおり、東京メトロ都市開発が運営していたベルビー赤坂と後楽園・高島平のメトロ・エムを継承したほか、エソラ池袋、駅ナカのエチカおよび駅構内の飲食店の運営を行う。
- 2024年4月1日には、アセットマネジメント事業を行う東京メトロアセットマネジメント株式会社が設立された[29]。